# Drljača
Drljača is een plaats in de gemeente Sunja in de Kroatische provincie Sisak-Moslavina. De plaats telt 385 inwoners (2001).